# سیه‌رخ سرخاکستری
سیه‌رخ سرخاکستری (نام علمی: Batis orientalis) نام یک گونه از سرده سیه‌رخ‌ها است.